# Zdzisław Pawlik
Zdzisław Pawlik (ur. 13 września 1928 w Nowym Sączu, zm. 12 listopada 2010 w Pradze) – duchowny Polskiego Kościoła Chrześcijan Baptystów, działacz ekumeniczny, wieloletni sekretarz i dyrektor biura Polskiej Rady Ekumenicznej, działacz charytatywny, tłumacz literatury teologicznej.

## Młodość i wykształcenie
Był synem Stanisława i Marii z d. Szewczyk. W latach 1948–1949 studiował w Baptystycznym Seminarium Teologicznym w Malborku, a w latach 1949–1953 na Wydziale Teologii Ewangelickiej Uniwersytetu Warszawskiego.

## Służba kościelna
Pierwszą jego placówką duszpasterską był zbór w Chorzowie, następnie w latach 1955–1960 był pastorem zboru w Łodzi, gdzie w listopadzie 1959 roku został ordynowany na urząd prezbitera. Równocześnie z pracą w Łodzi pełnił posługę w zborze w Zelowie. W 1960 został dyrektorem Seminarium Teologicznego Polskiego Kościoła Chrześcijan Baptystów (PKChB), którym kierował do 1978. W 1962 został członkiem Naczelnej Rady Kościoła PKChB (jej sekretarz w latach 1965–1975, wiceprezes 1975-1980). Jednocześnie pełnił obowiązki drugiego kaznodziei zboru warszawskiego. W 1985 zwrócił się o skreślenie go z listy duchownych PKChB.

## Działalność ekumeniczna
W 1961 r. rozpoczął pracę w Polskiej Radzie Ekumenicznej (PRE), w której w 1970 r. został sekretarzem Zarządu PRE, a przez wiele lat, do 1992 dyrektorem jej biura. Był bliskim współpracownikiem prezesa PRE bp. Jana Niewieczerzała. W latach 1963–1976 był działaczem Chrześcijańskiej Konferencji Pokojowej.

## Działalność charytatywna
W Polskiej Radzie Ekumenicznej pełnił w latach 1980–1986 funkcję przewodniczącego Komisji Koordynacji Pomocy, która w okresie stanu wojennego pośredniczyła w przekazywaniu darów od Kościołów zagranicznych na rzecz społeczeństwa polskiego (jej wartość szacuje się łącznie na kilkadziesiąt milionów dolarów). W 1990 objął stanowisko dyrektora oddziału genewskiej organizacji Christian Children’s Fund zajmującej się przekazywaniem pomocy materialnej na rzecz dzieci w Europie Środkowej i Wschodniej. W uznaniu zasług w zakresie działalności humanitarnej w 1984 amerykańska uczelnia Whitworth College w Spokane (stan Waszyngton) nadała mu tytuł doktora honoris causa.

## Działalność translatorska

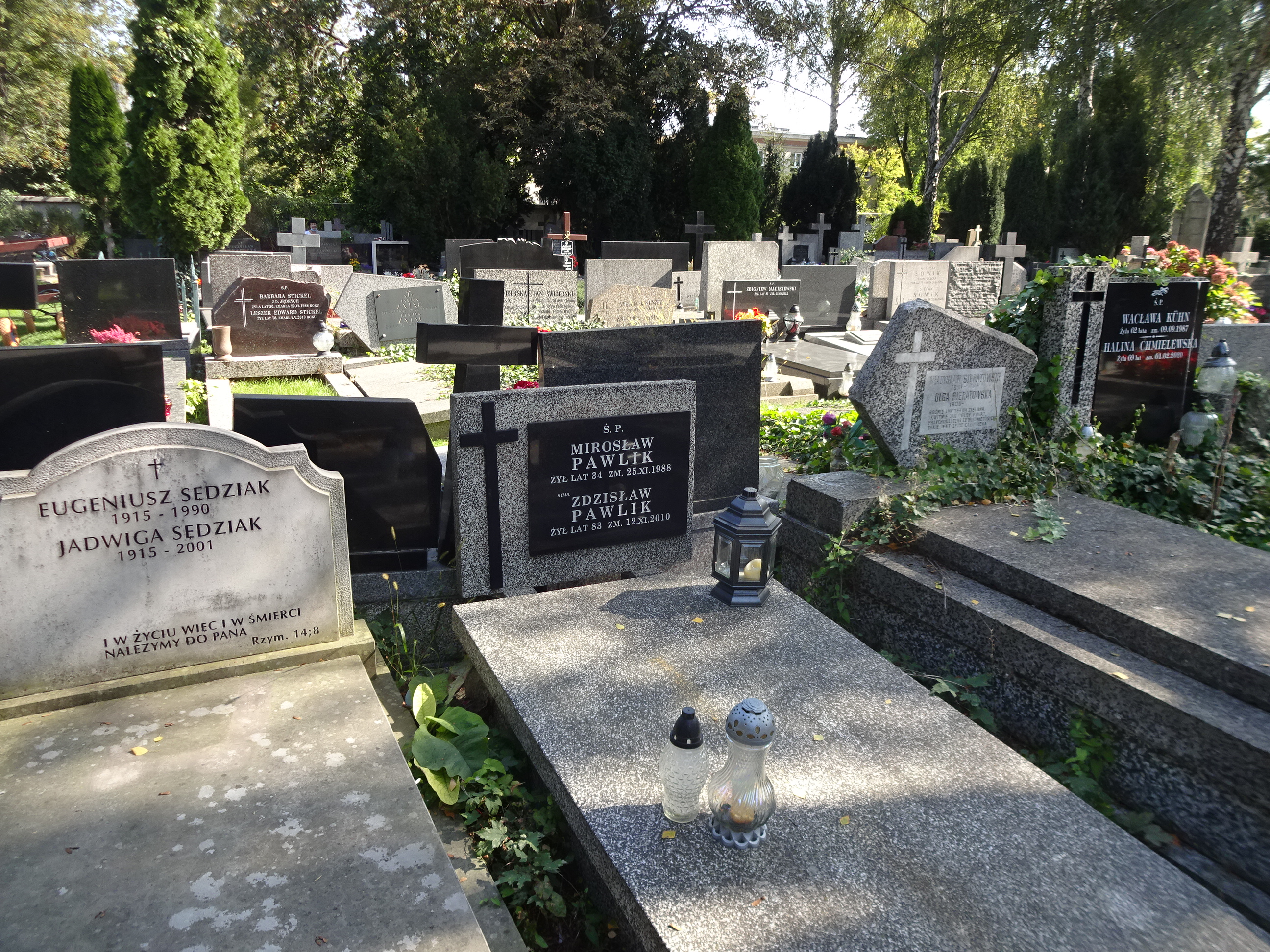
Symboliczny grób Zdzisława Pawlika na cmentarzu ewangelicko-reformowanym w Warszawie

Był autorem przekładu z języka angielskiego wielu publikacji teologicznych, w tym zwłaszcza szeregu tomów komentarza do Nowego Testamentu autorstwa Williama Barclaya. Był oficjalnym tłumaczem amerykańskiego ewangelisty Billy Grahama w trakcie jego dwóch pobytów w Polsce.

## Życie prywatne
Był żonaty z Lubą z domu Białowąs (ur. 1929), z którą miał syna Mirosława (ur. 1954) i córkę Danutę (ur. 1955). Po przejściu na emeryturę wyjechał do Republiki Czeskiej. Ostatnie lata życia spędził w Pradze, gdzie też zmarł i został pochowany.

## Wyróżnienia
Został wyróżniony  Medalem 1000-lecia. 